# 블랙머니 (2019년 영화)
《블랙머니》는 2019년 11월 13일에 개봉한 대한민국의 영화이다. 조진웅, 이하늬가 출연했으며, 《천안함 프로젝트》, 《직지코드》 등을 제작했던 정지영 감독의 데뷔 연출작이다.

## 줄거리
서울지방검찰청의 검사 양민혁은 고속도로에서 연쇄 추돌 사고를 낸 대한은행 직원 박수경의 사건을 맡게 된다. 얼마 후 박수경은 성폭행을 당했다는 메시지를 남기고 자살로 처리되지만, 양민혁은 자신의 결백을 밝히기 위해 조사에 나선다. 그는 박수경이 살해당했으며, 대한은행의 헐값 매각 사건의 증인이었다는 사실을 알게 된다. 사건을 파헤치던 중 양민혁은 대한은행 변호사 김나리를 만나게 되고, 거대한 금융 비리 사건에 휘말리게 된다. 이들은 각자의 위치에서 사건의 진실을 밝히려 노력하며 거대한 음모와 맞서 싸우게 된다.

## 캐스팅

### 주연
- 조진웅 : 양민혁 역
- 이하늬 : 김나리 역

### 조연
- 이경영 : 이광주 역
- 강신일 : 장 수사관 역
- 최덕문 : 서권영 역
- 조한철 : 김남규 역
- 허성태 : 최재관 역
- 윤병희 : 박승철 역
- 서현철 : 임승만 역
- 남명렬 : 나리의 아버지 역
- 정민성 : 오명호 역
- 김종태 : 윤 PD 역
- 노진원 : 노조위원장 역
- 해리스 제이 버틀리엡 : 크리스팔머 역
- 크리스티나 마리아 몽고오 오로우 : 스타펀드 간부 역
- 이나라 : 박수경 역
- 남문철 : 전상우 역
- 김진구 : 김욱종 역
- 김재록 : 배영국 역
- 이승훈 : 부장검사 역
- 성병숙 : 민혁의 어머니 역
- 권소현 : 박수현 역
- 한갑수 : 감찰부 과장 역
- 이태형 : 감찰부 검사 역
- 윤진영 : 조 수사관 역
- 우수빈 : 우 수사관 역

### 단역
- 고혜성 : 싸가지 역
- 성유빈 : 종훈 역
- 천성우 : 박수철 역
- 김강훈 : 배영국의 아들 역

### 우정출연
- 문성근 : 강기춘 역
- 정인기 : 신부 역
- 이재용 : 김재현 역
- 류승수 : 최민규 역
- 한담희 : 임승만의 내연녀 역
- 배장수 : 금융감독원 원장 역

### 특별출연
- 이성민 : 최용욱 역
- 고인배 : 송영무 역
- 유태오 : 스티브 정 역

## 수상 목록
- 2020년 제56회 백상예술대상 영화 감독상
- 2020년 제56회 대종상 영화제 감독상
- 2020년 제25회 춘사영화제 감독상
- 2020년 제15회 시네마테크의 친구들 영화제 상영작
- 2020년 제18회 피렌체 한국영화제 상영작